# Гурбанов Гурбан Осман-огли
Гурбан Осман огли Гурбанов  (азерб. Qurban Osman oğlu Qurbanov, нар. 13 квітня 1972, Загатальський район) — колишній Азербайджан футболіст, що грав на позиції нападника та флангового півзахисника. Найкращий бомбардир національної збірної Азербайджану. По завершенні ігрової кар'єри — футбольний тренер. Наразі очолює тренерський штаб команди «Карабах».

## Клубна кар'єра
Почав займатись футболом в рідному місті Загатала. Перший тренер — Шабан Раджаб Огли Ширданов.
Почав кар'єру в 1988 році в клубі «Дашгин», де виступав протягом трьох років, взявши участь у 54 матчах чемпіонату. У сезоні 1991/92 захищав кольори грузинського «Мерцхалі» (Озургеті).
1992 року Гурбанов повернувся в «Дашгин», де провів ще два сезони, після чого перейшов в «Туран» (Товуз), з яким 1994 року став чемпіоном країни.
На початку 1996 року перейшов в «Кюр-Нур». Своєю грою привернув увагу представників тренерського штабу клубу «Нефтчі», до складу якого приєднався влітку 1996 року і в першому ж сезоні з 34 голами став найкращим бомбардиром Прем'єр-ліги та вдруге в своїй кар'єрі виграв національний чемпіонат. Всього відіграв за бакинську команду наступні два сезони своєї ігрової кар'єри. Більшість часу, проведеного у складі бакінського «Нефтчі», був основним гравцем команди і одним з головних бомбардирів команди, забивши в 43 іграх 43 м'ячі.
У січні 1998 року підписав контракт з російським клубом «Динамо» (Ставрополь), де став найкращим бомбардиром команди, проте на початку 1999 року покинув клуб через невиконання умов контракту.
У першому колі 1999 року грав за іншу команду Першого російського дивізіону «Балтику», але і цю команду покинув також з причини невиконання умов контракту. У другому колі грав за воронізький «Факел», якому того ж сезону допоміг вийти у Вищу лігу. Однак подальша кар'єра в «Факелі» не склалася через низку травм, отриманих гравцем.
У серпні 2001 року повернувся в «Нефтчі», але на початку 2002 року повернувся до «Факела», який вилетів з елітного дивізіону і втратив ряд основних гравців, де провів увесь сезон 2002 року.
Протягом сезону 2003 року грав за «Волгар-Газпром», але не зміг врятувати команду від вильоту з Першого дивізіону, після чого на початку 2004 року знову повернувся в «Нефтчі», де став капітаном команди. Цього разу провів у складі команди два сезони. В новому клубі був серед найкращих голеодорів, відзначаючись забитим голом в середньому щонайменше у кожній третій грі чемпіонату.
У першій половині сезону 2005/06 грав за клуб «Інтер» (Баку). В листопаді 2005 року пройшов прощальний матч Гурбанова, де участь взяли збірні Азербайджану та легіонерів азербайджанської Прем'єр-ліги.

## Виступи за збірну
17 вересня 1992 року дебютував в офіційних матчах у складі національної збірної Азербайджану в історичному першому матчі азербайджанців проти збірної Грузії. Найбільш яскраво проявив себе в іграх за національну команду в рамках відбіркових матчів чемпіонату Європи 2004 року, коли Гурбанов забив 3 м'ячі у двох іграх в ворота збірної Сербії та Чорногорії. Протягом кар'єри у національній команді, яка тривала 14 років, провів у формі головної команди країни 67 матчів, забивши 14 голів.

## Кар'єра тренера
У вересні 2005 року Гурбан Гурбанов став спортивним директором бакинського клубу «Інтер».
Наступного року розпочав тренерську кар'єру, очоливши влітку тренерський штаб клубу «Нефтчі». За підсумками сезону 2006/07 «Нефтчі» завоював срібні медалі чемпіонату Азербайджану та путівку в Кубок УЄФА. Сезон 2007/08 склався менш вдало для Гурбанова — в єврокубках клуб не зміг пройти далі першого кваліфікаційного раунду, поступившись австрійському клубу «Рід» (1:3 і 2:1), а в чемпіонаті, після матчу 4-о туру з «Інтером» (0:0), вирішив подати у відставку. Після цього Гурбанов деякий час займав пост спортивного директора в «Нефтчі».
В серпні 2008 року очолив тренерський штаб команди «Карабах». При ньому клуб став володарем Кубка Азербайджану 2009 року, двічі поспіль брав бронзові медалі чемпіонату Азербайджану — в 2009/10 і в 2010/11. Після невеликого спаду у сезоні 2011/12 (4 місце), у наступному Гурбанов с командою став віце-чемпіоном країни, а 2014 року привів до перемоги в чемпіонаті.
Протягом наступних чотирьох сезонів команда Гурбанова незмінно захищала чемпіонський титул.
3 листопада 2017 року погодився поєднати роботу у клубі з позицією головного тренера збірної Азербайджану. Пропрацював з національною командою до грудня 2018 року, за цей час збірна провела 12 матчів, здобувши в них 4 перемоги і 5 нічиїх.

## Досягнення

### Як гравець
- Чемпіон Азербайджану (4): 1993-94, 1996-97, 2003-04, 2004-05
- Володар Кубка Азербайджану (2): 1996-97, 2003-04

### Як тренер
- Чемпіон Азербайджану (10): 2013-14, 2014-15, 2015-16, 2016-17, 2017-17, 2018-19, 2019-20, 2021-22, 2022-23, 2023-24, 2024-25
- Володар Кубка Азербайджану (6): 2008-09, 2014-15, 2015-16, 2016-17, 2021-22, 2023-24

### Індивідуальні
- Футболіст року в Азербайджані: 2003[6]
- Найкращий бомбардир азербайджанської Прем'єр-ліги: 1996-97 (34 голи)
- Найкращий бомбардир збірної Азербайджану в історії (14 голів)